# Municipio de Tzintzuntzan
El municipio de Tzintzuntzan es uno de los 113 municipios en que se divide el estado mexicano de Michoacán de Ocampo. Se encuentra en la denominada meseta Purépecha y su cabecera es la ciudad de Tzintzuntzan.

## Geografía
El municipio de Tzintzuntzan se encuentra localizado en el centro del estado de Michoacán en la meseta Purépecha y en la ribera este del lago de Pátzcuaro. Tiene una extensión territorial total de 168.877 kilómetros cuadrados y sus coordenadas geográficas extremas son 19°33′-19°40′ de latitud norte y 101°27′-101°40′ de longitud oeste. Su altitud va de los 2100 a los 2500 metros sobre el nivel del mar.
Sus límites corresponden al norte con el municipio de Quiroga, al noreste con el municipio de Morelia, al este con el municipio de Lagunillas, al sureste con el municipio de Huiramba, al sur y al suroeste con el municipio de Pátzcuaro y al oeste con el municipio de Erongarícuaro.

## Demografía
De acuerdo a los resultados del Censo de Población y Vivienda realizado en 2020 por el Instituto Nacional de Estadística y Geografía; la población total del municipio de Tzintzuntzan asciende a 14 911 habitantes, de los que 7133 son hombres y 7778 son mujeres.
La densidad de población asciende a un total de 88.7 personas por kilómetro cuadrado.

### Localidades
En el censo de 2020 el municipio de Tzintzuntzan contaba con 34 localidades.
| Código INEGI      | Localidad         | Población (2020) |
| ----------------- | ----------------- | ---------------- |
| 161000009         | Ihuatzio          | 3 950            |
| 161000001         | Tzintzuntzan      | 3 830            |
| 161000004         | Cucuchucho        | 1 595            |
| Otras localidades | Otras localidades | 5 536            |
| Total municipal   | Total municipal   | 14 911           |

## Política

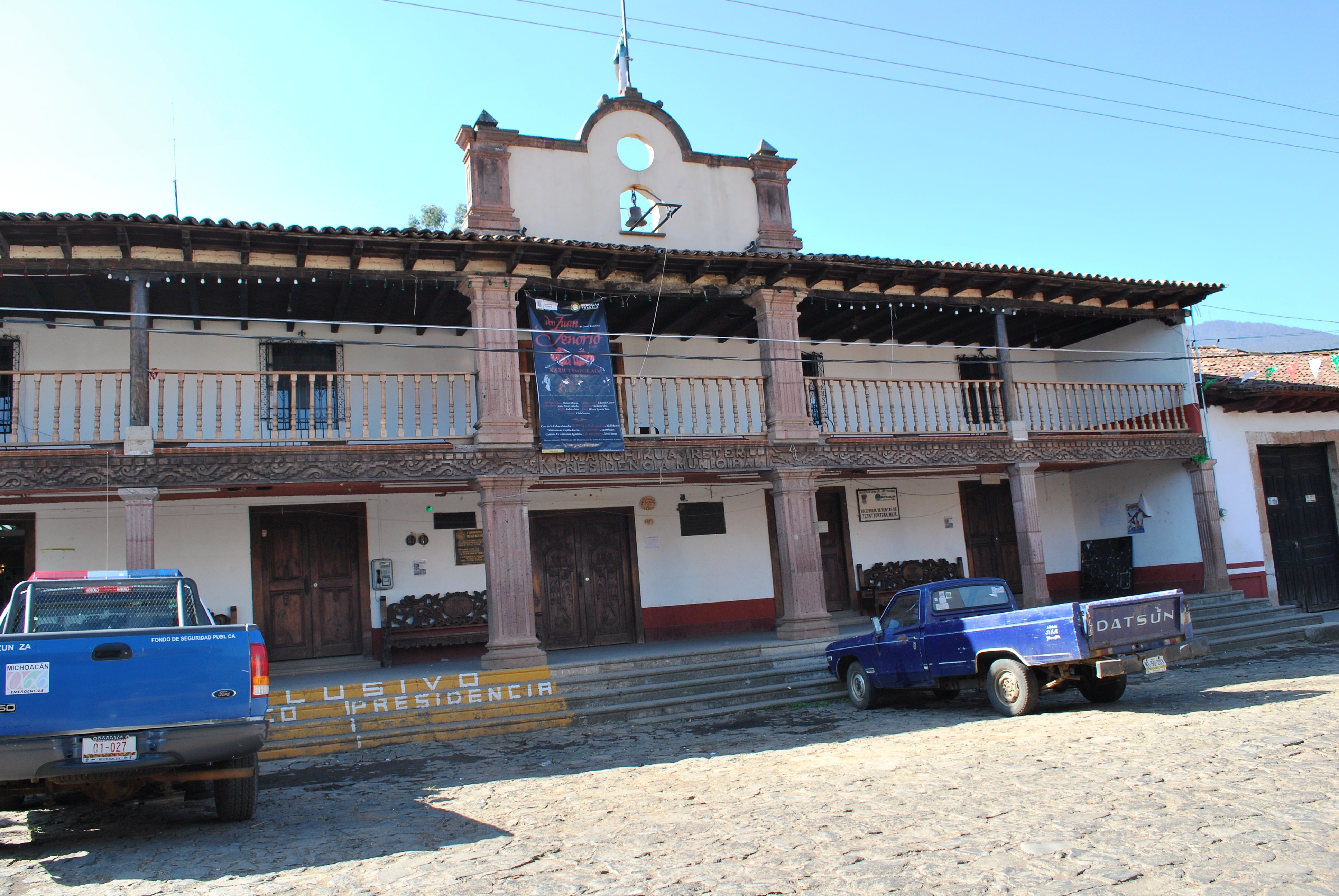
Palacio del Ayuntamiento.

El gobierno del municipio de Tzintzuntzan le corresponde a su ayuntamiento que se encuentra integrado por el presidente municipal, un síndico y el cabildo conformado por un total de siete regidores, cuatro de los cuales son electos por el principio de mayoría relativa y tres por el de reprentación proporcional.
Todos son electos mediante voto universal, directo y secreto para un periodo de tres años, renovable para otro periodo inmediato de la misma duración y entran a ejercer su cargo el día 1 de septiembre del año en que se realizó la elección.

### Subdivisión administrativa
Para su régimen interior del municipio fuera de la cabecera municipal está a cargo de los Jefes de Tenencia o Encargados del Orden, quienes son electos en plebiscito, cumpliendo en su cargo 3 años.

### Representación legislativa
Para la elección de diputados locales al Congreso de Michoacán y de diputados federales a la Cámara de Diputados federal, el municipio de Tzintzuntzan se encuentra integrado en los siguientes distritos electorales:
Local:
- Distrito electoral local de 15 de Michoacán con cabecera en Pátzcuaro.[7]

Federal:
- Distrito electoral federal 11 de Michoacán con cabecera en Pátzcuaro.[8]

### Presidentes municipales
- (1990-1992): Jesús Huipe Zaldívar
- (1993-1995): José Herculano García Nambo
- (1996-1998): Elesban Aparicio Cuiriz
- (1999-2001): Eligio Cornelio Aparicio
- (2002-2004): Ricardo Estrada Huipe
- (2005-2007): Jordán Urbina Pérez
- (2008-2011): Abel Martínez Rojas
- (2012-2015): José Gerardo Villagómez Calderón
- (2015-2018): Elesban Aparicio Cuiriz
- (2019-2021): Emanuel Irepani Hernández Gama
- (2021-2024): Yolanda Mayela Macías Hernández
- (2024-2027): Patricio García Alva